# 램지 캠벨

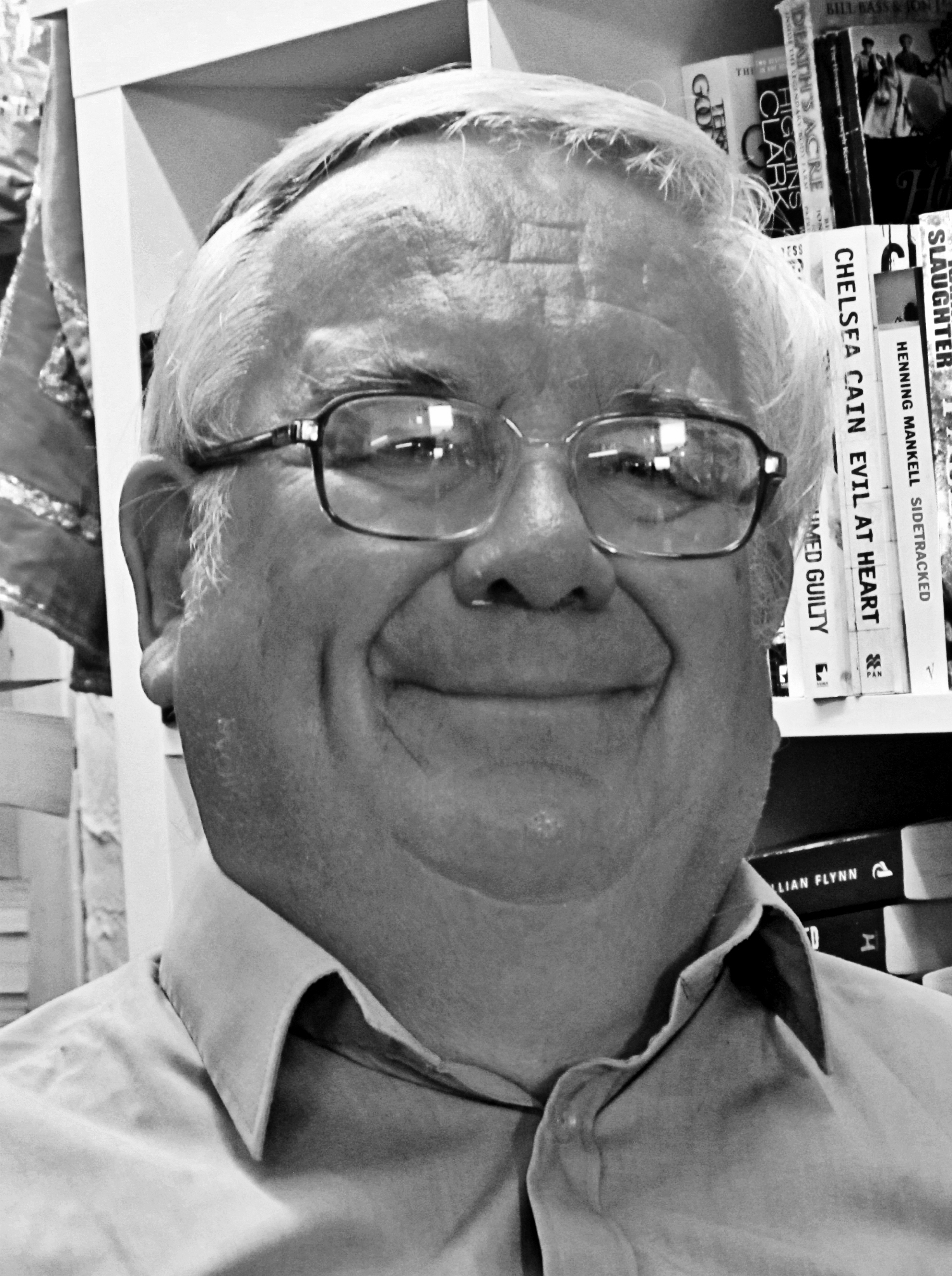

존 램지 캠벨(영어: John Ramsey Campbell. 1946년 1월 4일 - )은 많은 평론가들이 공포소설의 대가 중 하나라고 평가하는 영국 작가이다.

## 개관
그의 초기작들은 H. P. 러브크래프트의 작품들로부터 강한 영향을 받았다. 그의 첫 번째 단편집인 《호수 속에 사는 자들, 그리고 그 외에 반갑지 않은 거주자들》(The Inhabitant of the Lake and Less Welcome Tenants)은 1964년에 아캄 하우스에서 출판된 크툴후 신화 단편을 묶은 것이다. 오거스트 덜레스의 제안에 따라, 그는 원래 아캄, 던위치, 그리고 인스머스 같이 매사추세츠 주를 배경으로 하고 있던 초기 단편들을 개작해서, 세번 강 근교의 브리체스터라는 가공의 글로체스터셔 도시로 무대를 옮기면서 러브크래프트적 공포를 자아내기 위한 자신만의 세번 계곡 일대 지리를 창조해내었다.
세상을 놀라게 한 단편집 《햇살 아래의 악마들》(Demons by Daylight) (1973)로, 캠벨은 자신이 러브크래프트와는 전혀 다른 작풍을 구사하는 작가라는 걸 강조했지만, 아직도 그 책에는 러브크래프트식 문체는 패러디하지 않으면서도 문서를 통해 서사를 전개하는 러브크래프트 특유의 기교를 효과적으로 사용한 〈프랭클린의 기사〉(The Franklyn Paragraph) 같은 작품이 포함되어 있었다. 그리고 〈어느 여름날의 끝〉(The End of a Summer's Day)이나 〈충격〉(Concussion) 같은 다른 작품들에서는 - 때로는 불안정하거나 심하게 왜곡된 의식에 초점을 맞춘 - 강렬한 심리묘사와, 이미지를 생생하게 살려내면서 분위기와 배경을 환기시키는 메타포, 아주 주의깊은 독자들까지 심리적 무방비 상태로 만들 정도로 교묘하게 고안한 오도(misdirection)를 풍부하게 사용하는 캠벨의 성숙하고 독특한 문체가 드러나 있다. 이후 캠벨은 여러 권의 중단편집을 출판했는데, 그가 여태껏 쓴 단편들 중 가장 뛰어난 것들은 1993년의 단편집 《혼자서 공포소설 읽기》(Alone with the Horrors)에 실려 있다.
캠벨은 초자연적 공포소설은 물론이고, 초자연적인 요소가 없는 소설도 여러 편 썼다. 여기에는 동성애 혐오성향을 지닌 연쇄살인마가 자신의 관점으로 사건의 대부분을 서술하는 《죽어야 하는 얼굴》(The Face That Must Die)(1979년에 아주 심하게 삭제된 판본으로 나왔다가 1983년에 수정된 판본이 나왔다) 같은 작품이 있다. 조금 더 공감이 가는 연쇄살인마가 등장하는 후기 작품 《열하나 세기》(The Count of Eleven)를 통해 캠벨은 언어유희에도 재능이 있음을 드러내는데, 작가의 말에 따르자면 이 작품이 독자를 불편하게 만드는 것은 "웃기지 않아야 할 부분에서도 계속 웃기기 때문"이라고 한다. 그밖에 초자연적인 요소가 없는 작품인, 《하나뿐인 안전한 장소》(The One Safe Place)는 잘 조형된 등장인물들과 극도로 긴장된 스릴러 소설의 서사구조를 취하면서 빈곤이나 아동학대 같은 사회적 문제를 탐구하고 있다.
캠벨의 초자연적 공포소설에는 꿈과 현실의 경계가 서서히 무너지는 것을 다룬 《현현》(Incarnate)(1983), 동화작가의 정신을 통해 현실세계로 들어오는 입구를 찾으려 하는 외계의 존재에 관한 이야기인 《한밤의 태양》(Midnight Sun) (1990)이 있다. 공포감과 함께 경외심을 불러일으키는 작품인 《한밤의 태양》에서는 앨저넌 블랙우드와 아서 매컨, 그리고 러브크래프트의 영향력이 드러난다. 한편 중편 《굶주린 유령들》(Needing Ghosts)은 공포소설과 코믹한 요소를 매끈하게 이어붙인 무시무시한 작품으로 주목할만하다.
한편 캠벨은 여러 편의 앤솔로지를 편집하기도 했는데, 여기에는 《새로운 크툴후 신화 이야기》(New Tales of the Cthulhu Mythos)(1980), 《새로운 공포》(New Terrors)(1980), 그리고 《최고의 신작 공포소설》(Best New Horror) 시리즈(스티븐 존스 공편)의 처음 다섯 권이 있다. 그의 1992년 앤솔로지 《으스스한 축제》(Uncanny Banquet)를 통해 에이드리언 로스(아서 리드 롭스)가 1914년에 쓴 잘 알려지지 않았던 공포소설 〈구덩이 속의 구멍〉(The Hole of the Pit)이 소개되기도 했다.
《아마 램지 캠벨이라면》(Ramsey Campbell, Probably)은 캠벨의 서평, 영화리뷰, 신변 이야기를 비롯한 다른 논픽션들이 실린 책으로, 2002년에 출간되었다.
캠벨의 단편 〈직통 회선〉(Direct Line)은 2004년 포스트스크립츠 창간호에 게재되었다.
그는 아내, 그리고 탬신과 매슈 두 아이와 함께 머시사이드에서 행복하게 살고 있다. 평생 열렬한 영화광이었던 그는 BBC 머시사이드 지역방송에서 영화와 DVD를 리뷰하는 일을 하고 있기도 하다.

## 작품
Novels
- The Doll Who Ate His Mother, 1976. Revised text: 1985.
- The Bride of Frankenstein (written as Carl Dreadstone), 1977.
- Dracula's Daughter (written as Carl Dreadstone), 1977.
- The Wolfman (written as Carl Dreadstone), 1977.
- The Face That Must Die, 1979. Restored text: 1983.
- The Parasite (AKA To Wake The Dead), 1980.
- The Nameless, 1981.
- The Claw (AKA Night of the Claw, Claw ) (written as Jay Ramsay), 1983.
- Incarnate, 1983.
- Obsession, 1985.
- The Hungry Moon, 1986.
- The Influence, 1988.
- Ancient Images, 1989.
- Midnight Sun, 1990.
- Needing Ghosts, 1990.
- The Count of Eleven, 1991.
- The Long Lost, 1993.
- The One Safe Place, 1995.
- The House on Nazareth Hill (AKA Nazareth Hill), 1996.
- The Last Voice They Hear, 1998.
- Silent Children, 2000.
- Pact of the Fathers, 2001.
- The Darkest Part of the Woods, 2003.
- The Overnight, 2004.
- Secret Story, 2006.

Collections
- The Inhabitant of the Lake And Less Welcome Tenants, 1964.
- Demons By Daylight, 1973.
- The Height of the Scream 1976.
- Dark Companions 1982.
- Cold Print, 1985. (Contains the stories from The Inhabitant of the Lake as well as later material in the Lovecraft vein.)
- Scared Stiff: Tales of Sex and Death, 1986.
- Night Visions: The Hellbound Heart (Stories by Campbell, Clive Barker and Lisa Tuttle), 1986.
- Dark Feasts: The World of Ramsey Campbell, 1987.
- Waking Nightmares, 1991.
- Alone with the Horrors, 1993.
- Strange Things and Stranger Places, 1993.
- Ghosts and Grisly Things, 1998.
- Told By The Dead, 2003.

Nonfiction
- Ramsey Campbell, Probably, ed. S. T. Joshi, 2002.

As Editor
- Superhorror (AKA The Far Reaches of Fear), 1976.
- New Terrors (Published in US as two separate volumes, New Terrors 1 and New Terrors 2), 1980.
- New Tales of the Cthulhu Mythos, 1980
- The Gruesome Book, 1983
- Fine Frights: Stories That Scared Me, 1988.
- Best New Horror (with Stephen Jones), 1990.
- Best New Horror 2 (with Stephen Jones), 1991.
- Best New Horror 3 (with Stephen Jones), 1992.
- Uncanny Banquet, 1992
- Best New Horror 4 (with Stephen Jones), 1993.
- Deathport, 1993.
- Best New Horror 5 (with Stephen Jones), 1994.
- Meddling With Ghosts: Stories in the Tradition of M.R. James, 2002.
- Gathering the Bones (with Jack Dann and Dennis Etchison), 2003.